# 私という小説家の作り方
『私という小説家の作り方』（わたしというしょうせつかのつくりかた）は、大江健三郎の著作である。1998年に新潮社より刊行された。2001年に新潮文庫から文庫版が出版された。

## 概要
1996年から1997年にかけて『大江健三郎小説』という全10巻の選集が新潮社より刊行されたが、それに付された月報のために執筆された大江健三郎の文章をまとめたものである。
全集の冊数に合わせて全10章からなる大江の文学的な自伝であり、大江文学に影響を与えた過去の出来事の回想が語られる。また『万延元年のフットボール』、『新しい人よ眼ざめよ』、『懐かしい年への手紙』など大江の作品の創作秘話が明かされている。
あわせて大江自身の文学観、小説作法、先行作品（四章 詩人たちに導かれて、等）や文学理論・文化理論（五章 この方法を永らく探しもとめてきた、等）からの影響などが明らかにされている。